# Kapelle Klein Glienicke

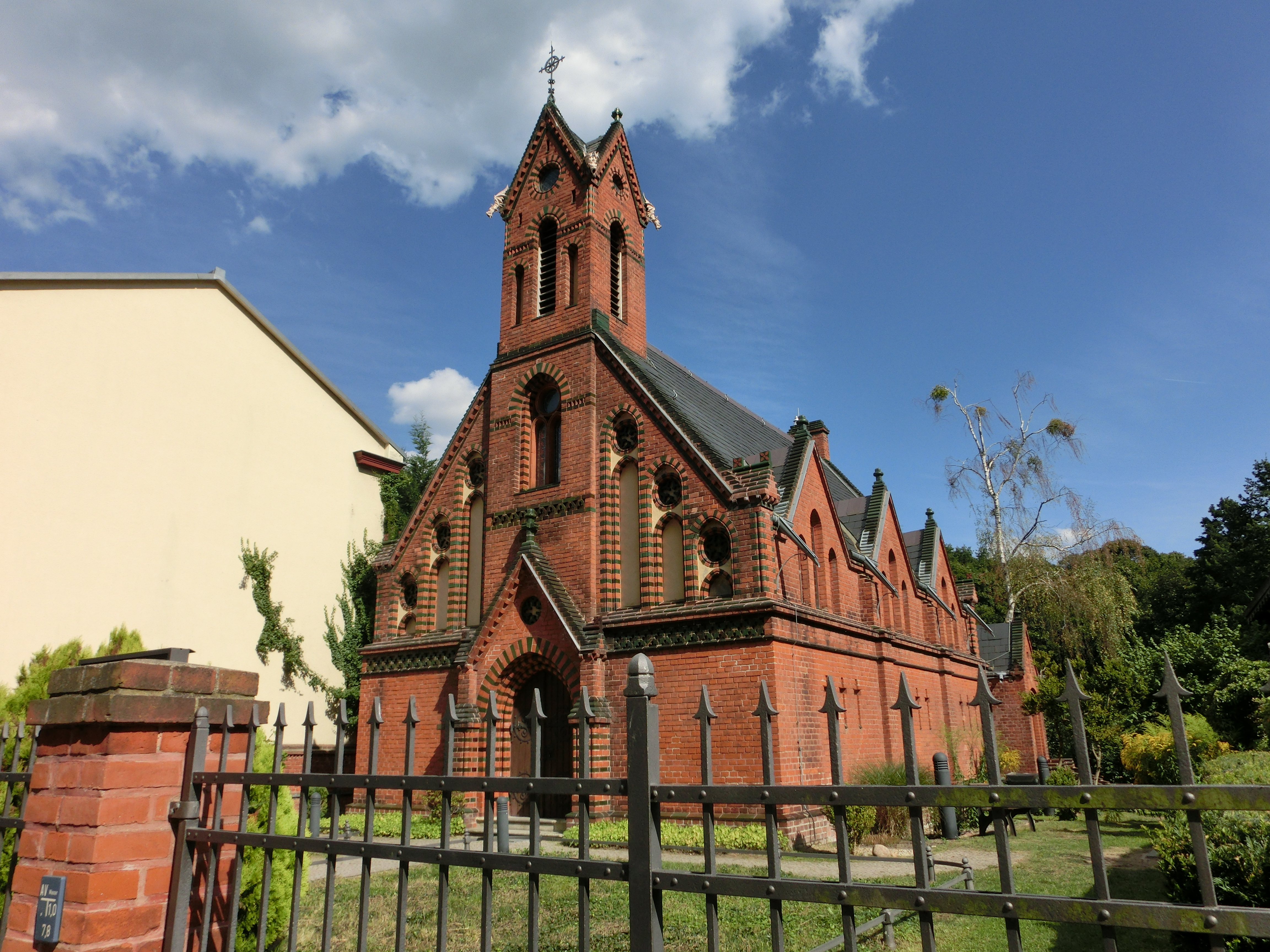
Kapelle Klein Glienicke

Die Kapelle Klein Glienicke, die wegen ihrer Lage im Zonenrandgebiet von 1979 bis Anfang der 1990er Jahre nicht genutzt wurde, steht in Klein Glienicke, einem Stadtteil der Hauptstadt Potsdam von Brandenburg. Die Kirchengemeinde gehört zum Kirchenkreis Potsdam der Evangelischen Kirche Berlin-Brandenburg-schlesische Oberlausitz.

## Beschreibung

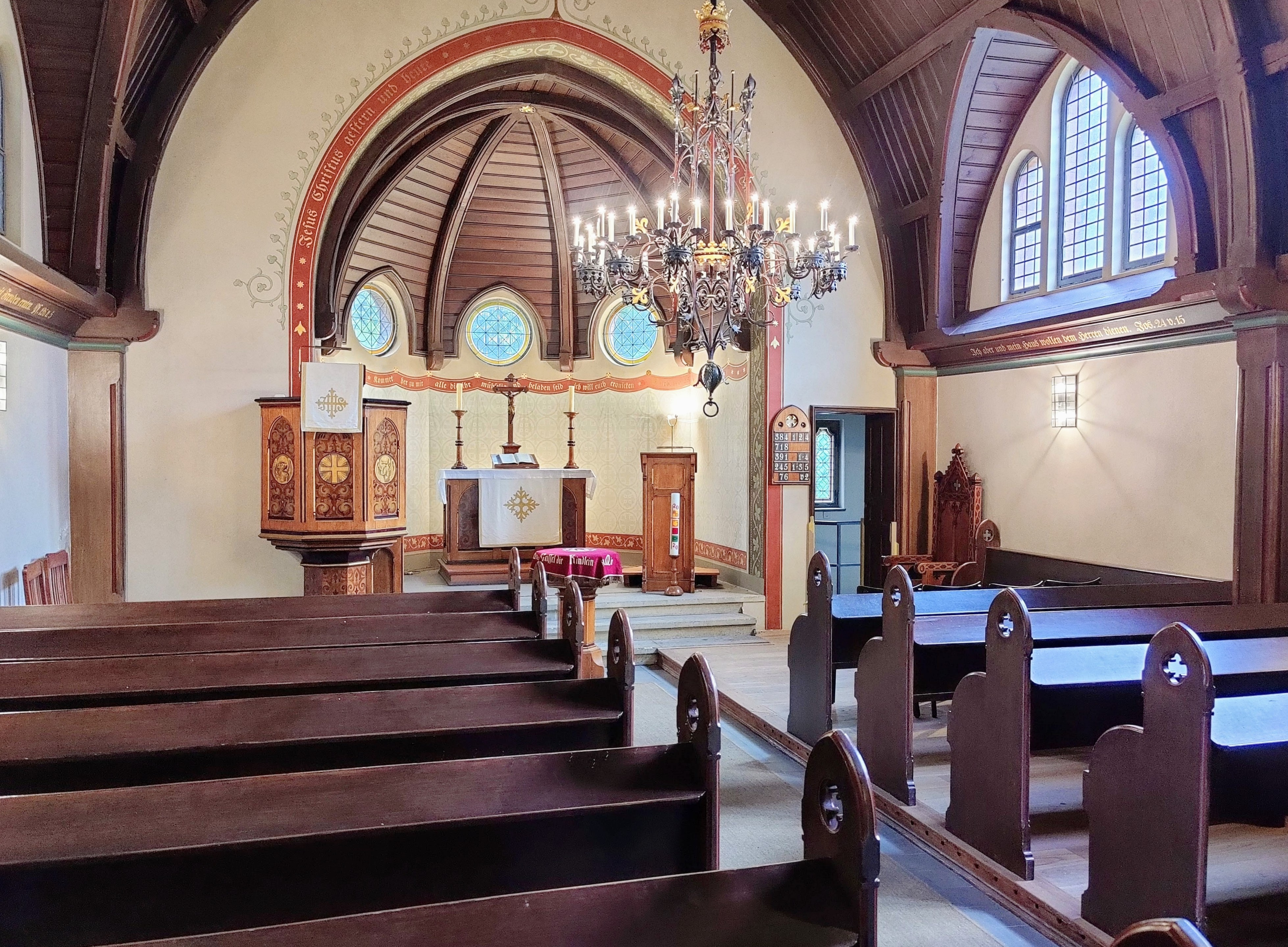
Innenraum

Die kleine rechteckige neugotische Saalkirche wurde nach wiederholten, nie ausgeführten Planungen schließlich in neugotischen Formen 1881 nach einem Entwurf von Reinhold Persius errichtet. Die seitlichen Fenster befinden sich in den drei Zwerchhäusern, die oberhalb eines Gesimses angeordnet sind und die niedrige Dachtraufe des Satteldaches durchschneiden. Der Innenraum wird von einem hölzernen Tonnengewölbe überspannt, in das die Zwerchhäuser hineinragen. Am Fuß des Dachturms befindet sich das Portal. 
Die original erhaltene Kirchenausstattung, der Altar, die Kanzel, das Taufbecken und der Ambo wurden unter Einbeziehung der 1935 hinzugefügten ornamentalen Überfassung restauriert. Auf dem Altar steht das ebenfalls restaurierte originale Kruzifix. 

### Orgel

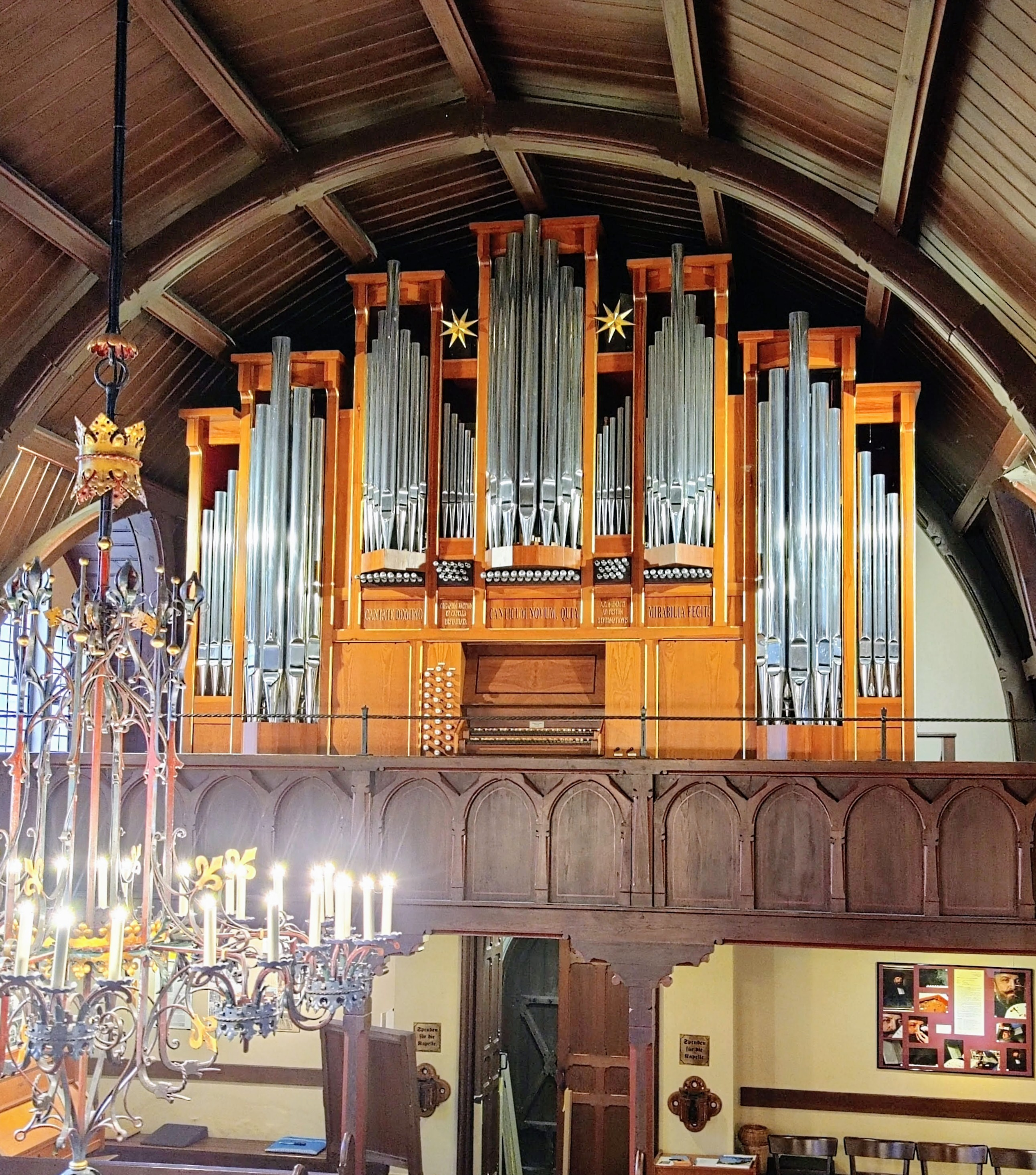
Schuke-Orgel

Die Orgel wurde im Jahr 1999 als Opus 610 von der unweit ansässigen Firma Alexander Schuke erbaut. Ein Berliner Ehepaar stiftete das 20-registrige Instrument. Es besitzt Schleifladen und mechanische Traktur. Regelmäßig finden Konzerte statt. Die Disposition lautet:
| I Hauptwerk C–g3 |       |
| Principal        | 8′    |
| Koppelflöte      | 8′    |
| Oktave           | 4′    |
| Quinte           | 2 ⁄3′ |
| Gemshorn         | 2′    |
| Mixtur IV        | 1 ⁄3′ |
| Fanfaro          | 8′    |

| II Oberwerk C–g3 |                |
| Gedackt          | 8′             |
| Salicional       | 8′             |
| Rohrflöte        | 4′             |
| Sesquialtera II  | 2 ⁄3′ + 1 3⁄5′ |
| Principal        | 2′             |
| Quinte           | 1 ⁄3′          |
| Oboe             | 8′             |
| Tremulant        |                |

| Pedal C–f1   |     |
| Subbaß       | 16′ |
| Principalbaß | 8′  |
| Gedacktbaß   | 8′  |
| Choralbaß    | 4′  |
| Fagott       | 16′ |
| Trompete     | 8′  |

- Koppeln: II/I, I/P, II/P
- Nebenregister: Cymbelstern (2 Sterne mit je 3 Krallenglöckchen)
- Stimmung: Vallotti & Young, Winddruck 75 mmWS